# Myła (Ukraina)
Myła (ukr. Мила) – wieś na Ukrainie, w obwodzie kijowskim, w rejonie buczańskim. W 2001 liczyła 494 mieszkańców.